# Костіцин Андрій Олегович
Андрій Олегович Костіцин (біл. Андрэй Алегавіч Касціцын; 3 лютого 1985, м. Новополоцьк, СРСР) — білоруський хокеїст, лівий нападник.
Вихованець хокейної школи «Полімір» (Новополоцьк). Виступав за «Полімір» (Новополоцьк), ХК «Вітебськ», ЦСКА (Москва), «Хімік» (Воскресенськ), «Юність» (Мінськ), «Юніор» (Мінськ), «Гамільтон Бульдогс» (АХЛ), «Монреаль Канадієнс», «Нашвілл Предаторс», «Трактор» (Челябінськ), «Торпедо» (Нижній Новгород), «Сочі», «Куньлунь Ред Стар», «Динамо» (Мінськ), «Нафтохімік» (Нижньокамськ), «Динамо» (Пардубиці).
В чемпіонатах НХЛ — 398 матчів (103+119), у турнірах Кубка Стенлі — 49 матчів (14+9).
У складі національної збірної Білорусі провів 41 матч (17+15), учасник чемпіонатів світу 2003, 2004 (дивізіон I), 2005, 2006, 2008, 2011 і 2012. У складі молодіжної збірної Білорусі учасник чемпіонатів світу 2001, 2002, 2003 і 2004 (дивізіон I). У складі юніорської збірної Білорусі учасник чемпіонату світу 2000, 2001 (дивізіон I), 2002 і 2003.
Брат: Сергій Костіцин.
Досягнення
- Володар Кубка Білорусі (2008)
- Найкращий хокеїст року Білорусі (2008).